# Кан Рьон Ун
Кан Рьон Ун (кор. 강룡윤, нар. 25 квітня 1942) — північнокорейський футболіст, що грав на позиції нападника за клуб «Родонджа», а також національну збірну КНДР.

## Клубна кар'єра
На клубному рівні грав за клуб «Родонджа». 

## Виступи за збірну
Захищав кольори національної збірної КНДР. У її складі був учасником чемпіонату світу 1966 року в Англії, де виходив на поле у першій грі групового етапу проти збірної СРСР (0:3), а його команда згодом подолала груповий етап і вибула з боротьби, поступившись збірній Португалії, лише на стадії чвертьфіналів.